# تروینکا
تروینکا (به لاتین: Troinka) یک منطقهٔ مسکونی در روسیه است که در سرزمین آلتای واقع شده‌است.